# تتماتش
تتماتش هي قرية في مقاطعة كاشان، إيران. يقدر عدد سكانها بـ 66 نسمة بحسب إحصاء 2016.